# Szent József-templom (Le Havre)
A Szent József-templom (franciául: Église Saint-Joseph) római katolikus templom a franciaországi Le Havre-ban. 1945 és 1964 között Le Havre városa  Auguste Perret-t bízta meg, hogy irányítsa az egész város újjáépítését, miután a második világháború után, a város romokban hevert. A Szent József templom 1951 és 1957-58 között épült, ennek az újjáépítésnek a részeként. A templom szerep egyaránt emlékmű a mintegy ötezer elesett civilnek, illetve szentélye Szent József védőszentnek, aki a boldog halál, az apák, munkások, utazók és bevándorlók védelmezője. 

A templomot Le Havre újjáépítésének főépítésze, Perret tervezte, aki többek között Le Corbusier, svájci építész, tanára és mentora volt. A templom egyetlen, központi tornya uralja a város látképét, ami jól látható a város kikötőjéből. Perret elképzelése egy gyertyára emlékeztető épület létrehozása volt, amelyet ma előszeretettel emlegetnek „lámpás toronyként”. A betonból készült Szent János-templom a modern építészeti innováció terméke a háború utáni Franciaországban. A torony 107 méter magas, és a tengerről is látható jeladóként működik, kiváltképpen éjszaka, amikor ki van világítva.